# Eupithecia kerrvillaria
Eupithecia kerrvillaria là một loài bướm đêm trong họ Geometridae.